# Kanton Orchies
Kanton Orchies (francouzsky Canton d'Orchies) je francouzský kanton v departementu Nord v regionu Hauts-de-France. Tvoří ho 16 obcí. Před reformou kantonů 2014 ho tvořilo devět obcí.

## Obce kantonu
od roku 2015:
- Aix-en-Pévèle
- Anhiers
- Auby
- Auchy-lez-Orchies
- Beuvry-la-Forêt
- Bouvignies
- Coutiches
- Faumont
- Flines-lez-Raches
- Landas
- Nomain
- Orchies
- Râches
- Raimbeaucourt
- Roost-Warendin
- Saméon

před rokem 2015:
- Aix
- Auchy-lez-Orchies
- Beuvry-la-Forêt
- Coutiches
- Faumont
- Landas
- Nomain
- Orchies
- Saméon